# Jörg Paul Janka
Jörg Paul Janka (* 4. September 1965 in Duisburg) ist ein deutscher bildender Künstler. 

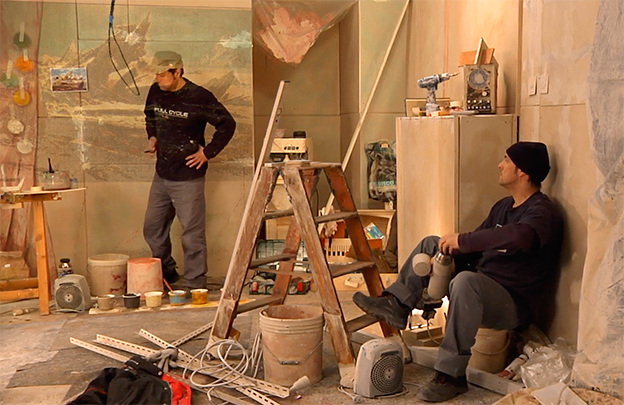
Stiftmeisters Blicke, Film, 39 Min. 2015

## Leben
Janka hat an der Kunstakademie Düsseldorf von 1988 bis 1994 in der Klasse von Bernd und Hilla Becher studiert. Ab 1991 war er als Gasthörer an der Ruhr-Universität Bochum bei Vilém Flusser zum Thema Kommunikation und Fotografie eingeschrieben. Mit Abschluss des Kunststudiums 1995 wurde er gemeinsam mit Uschi Huber, Hans-Peter Feldmann und Stefan Schneider Herausgeber des Photomagazin Ohio. Seit 1999 ist Janka mit Uschi Huber alleiniger Herausgeber dieses Magazins. Seitdem ist er als Medienkünstler mit eigenständigem Werk international aktiv. In den vergangenen Jahren war er außerdem fallweise in Kooperation mit Joerg Zboralski künstlerisch tätig. Er lebt und arbeitet in Düsseldorf.

## Ausstellungen
- 2019 D-Poytop. Kunst aus Düsseldorf, u. a. mit Heinz Hausmann, Ulrich Hensel, Kunsthalle Düsseldorf
- 2018 When the medium becomes routine - Questioning photography now, u. a. mit Thyra Schmidt, The Galaxy Museum of Contemporary ART(GCA)in Chongqing, China
- 2017 Save Our Errors, bei Martin Leyer-Pritzkow, Düsseldorf
- 2017 Sichern und nicht speichern, mit Christian Konrad, Galerie Peter Tedden, Düsseldorf
- 2016 Der typologische Blick – Ausstellung für Hilla Becher in der Photographischen Sammlung der SK Stiftung Kultur, Köln
- 2016 ZOOM, Photoausstellung in der Nationalgalerie Tirana, Albanien
- 2016 Mit anderen Augen, Kunstmuseum Bonn / Photographische Sammlung der SK Stiftung Kultur, Köln
- 2016 Mit anderen Augen, Kunsthalle Nürnberg
- 2016 Richtig Handeln zur falschen Zeit, mit Christian Konrad, Galerie Tedden, Düsseldorf
- 2015 Gebrüder Fratelli, mit Christian Konrad, Galerie Tedden, Düsseldorf
- 2015 Richtig Handeln zur falschen Zeit, mit Christian Konrad in der Caprigarage, Düsseldorf
- 2014 Another Place/Another Space/Together, Ausstellung im Leeschenhof, Düsseldorf
- 2014 Hauptsachen – Das andere Gesicht der Düsseldorfer Photoschule, Galerie Lausberg, Düsseldorf
- 2013 Rendezvous in der Fachmannfalle, mit Stefan Linberg, Birkenstraße, Düsseldorf
- 2013 Von Tälern und Schluchten, Stoffeler Straße, Düsseldorf
- 2011 Der Künstlerische Rahmen, Ausstellungsraum Wilhelm, Düsseldorf
- 2010 Ausstellungsraum, Stoffeler Straße, Düsseldorf
- 2009 Jahresausstellung Kunst aus Neuss, Kulturforum Alte Post der Stadt Neuss
- 2008 Parkhaus in der Kunsthalle, Kunsthalle Düsseldorf
- 2008 10 Gemälde, Galerie Smoev Dollmann, Duisburg (mit Joerg Zboralski)
- 2008 Boutique Union (besenrein), Galerie im Atelierhaus Goldstrasse, Duisburg (mit Joerg Zboralski)
- 2006 Capribatterie, Kunsttransfer Düsseldorf – Neapel, Kunsthalle Düsseldorf (mit Joerg Zboralski)
- 2006 Capribatterie, Fondazione Morra, Neapel (mit Joerg Zboralski)
- 2006 Feierabend, Galerie Bochynek Düsseldorf
- 2006 Globus Dei, Josef Albers Museum Quadrat Bottrop - (mit Joerg Zboralski)
- 2006 Capribatterie Fondazione Morra, Neapel (mit Joerg Zboralski)
- 2005 Vorname: Lügen - Nachname: Baron, Galerie Bochynek, Düsseldorf
- 2005 Mitteilungen aus der Zivilisation,Parkhaus im Malkasten, Düsseldorf
- 2005 Kunst Jetzt, Städtische Galerie Lüdenscheidt
- 2005 Arbeitshaus, Kunsthaus Dresden
- 2004 Herausgabe der Publikation ‚Liegen Lassen‘ im Oktober
- 2004 Verantwortlich: Die Verantwortlichen, Galerie Bochynek, Düsseldorf
- 2003 besenrein Galerie Bochynek,(mit Joerg Zboralski), Düsseldorf
- 2000 200 Dias Johanneskirche, Düsseldorf
- 2000 Click Fotografien von Künstlern, Galerie Bochynek, Düsseldorf
- 1999 NON STOP FILMSHOW Galerie Bochynek, Düsseldorf
- 1997 Area 51 Galerie Bochynek, Düsseldorf
- 1996 Something Else Exmouth Market, London

## Publikationen (Auswahl)
- Ohio Photomagazine, seit 1995
- Liegen lassen - arbeiterzeichnungen, Hersg. Jörg Paul Janka und Autoren, Salon Verlag, Köln 2004, ISBN 3-89770-226-6

## Filmografie
- 2016 [STUDIO THEATRE 4] [ZWIESELER WINKEL] Full HD   Colour   Laufzeit: 9 min, Nationalgalerie Tirana (Albanien)
- 2015 [STUDIO THEATRE 3] [STIFTMEISTERS BLICKE]Full HD   Colour   Laufzeit: 38 min, Kunstmuseum Bonn
- 2015 [STUDIO THEATRE 1] Full HD   Colour   Laufzeit: 15 min, Benediktiner Kloster, Düsseldorf
- 2013 [KLEINKRIMINELLE & NIXTUER] Full HD   Colour   Laufzeit: 10 min, Photo-Weekend, Düsseldorf
- 2013 [STUDIO THEATRE 2] [2. HAMBURGER SCHALTUNG] Full HD   Colour   Laufzeit: 48 min, Nationalgalerie Tirana (Albanien)
- 2012 [EMPIRE PARADISE] Full HD   Colour   Laufzeit: 15 min, Festival Blicke, Recklinghausen
- 2007 „Güntherstrasse“ Ein Film mit Claudius Wachtmeister, Duisburger Akzente, Duisburg
- 2006 „DIE MIETE SELBER“ Film, 54 min, Black Box, Düsseldorf
- 2005 [THUNDER & SHANGHAI] DVD   Colour   Laufzeit: 15 min, Galerie Bochynek, Düsseldorf
- 2005 [METTMANN CITY] DVD Colour Laufzeit: 20 min, mit Xénia Imrová, Lüdenscheid
- 2002 [DIE HEIDELBERGER] Audioskulptur CD Laufzeit: 60 min, Galerie Mini, Duisburg
- 1995 [YURI YARA & RON WHITE IN DÜSSELDORF] DVD   Colour   Laufzeit: 20 min, Malkasten (Künstlerverein)
- 1995 [KÖNIG DER DIEBE] DVD   Colour   Laufzeit: 10 min, Galerie Bochynek, Düsseldorf
- 1994 [DAN UP] DVD   Colour   Laufzeit: 20 min, Duisburg-Hafen

Zusammen mit Uschi Huber:
- 2013 [Ohio #17] DVD   Colour Laufzeit: 33 min, Glasmoog, Köln
- 2012 [HELLIGKEIT 1000] DVD Colour Laufzeit: 16 min,(Huber & Janka), Bremen Überseehafen
- 2009 [Ohio #16] DVD   Colour Laufzeit: 42 min
- 2007 [Ohio #15] DVD   Colour Laufzeit: 15 min, Ausstellung, "Found & Shared", Photographers Gallery, London
- 2005 [Ohio #13] DVD   Colour Laufzeit: 35 min, Ausstellung, "Curating the Library", deSingle, Antwerpen
- 2004 "Out of Print", div. Videos, International Project Space, UCE Birmingham
- 2000 [Ohio #9] DVD   Colour Laufzeit: 30 min, Photobiennale, Rotterdam
- 2000 [Ohio #8] DVD   Colour Laufzeit: 30 min, NGBK-Neue Gesellschaft für Bildende Kunst, Berlin
- 1999  [Ohio #7]DVD   Colour Laufzeit: 45 min, "Gestern war heute", Stadthaus Ulm